# Alexander Alexandrowitsch Derewjagin
Alexander Alexandrowitsch Derewjagin (russisch Алекса́ндр Алекса́ндрович Деревя́гин, engl. Transkription Aleksandr Aleksandrovich Derevyagin; * 24. März 1979 in Kemerowo, RFSR, Sowjetunion) ist ein ehemaliger russischer Sprinter und Hürdenläufer, der sich auf die 400-Meter-Distanz spezialisiert hat. Mit der russischen 4-mal-400-Meter-Staffel gewann er 2006 die Bronzemedaille bei den Hallenweltmeisterschaften in Moskau.

## Sportliche Laufbahn
Erste internationale Erfahrungen sammelte Alexander Derewjagin vermutlich im Jahr 2001, als er bei der Sommer-Universiade in Peking mit 50,60 s im Halbfinale im 400-Meter-Hürdenlauf ausschied. 2003 belegte er bei den Studentenweltspielen in Daegu in 50,60 s den sechsten Platz und 2005 wurde er bei der Sommer-Universiade in Izmir in 49,78 s Vierter. im Jahr darauf gewann er mit der russischen 4-mal-400-Meter-Staffel bei den Hallenweltmeisterschaften in Moskau in 3:06,91 min gemeinsam mit Konstantin Swetschkar, Jewgeni Lebedew und Dmitri Petrow die Bronzemedaille hinter den Teams aus den Vereinigten Staaten und Polen. Im August belegte er bei den Europameisterschaften in Göteborg in 50,31 s den achten Platz über 400 m Hürden und anschließend gelangte er beim IAAF World Cup in Athen mit 49,83 s auf Rang sechs und wurde auch im Staffelbewerb in 3:04,15 min Sechster. 2007 schied er bei den Weltmeisterschaften in Osaka mit 49,11 s im Halbfinale im Hürdenlauf aus und im Jahr darauf schied er bei den Olympischen Sommerspielen in Peking mit 49,23 s ebenfalls im Semifinale aus.
2009 kam er bei den Weltmeisterschaften in Berlin mit 49,83 s nicht über den Vorlauf über 400 m Hürden hinaus und verpasste auch mit der 4-mal-400-Meter-Staffel mit 3:02,78 min den Finaleinzug. Im Jahr darauf belegte er bei den Europameisterschaften in Barcelona in 49,70 s den siebten Platz im Hürdenlauf und 2011 gelangte er bei den Weltmeisterschaften in Daegu mit 49,32 s im Finale auf Rang elf. Im Jahr darauf schied er bei den Europameisterschaften in Helsinki mit 50,02 s im Halbfinale aus und 2013 beendete er seine aktive sportliche Karriere im Alter von 34 Jahren.
In den Jahren von 2007 bis 2011 wurde Derewjagin russischer Meister im 400-Meter-Hürdenlauf sowie 2010 auch in der 4-mal-400-Meter-Staffel.

## Persönliche Bestleistungen
- 400 Meter: 46,19 s, 2. August 2008 in Irkutsk
  - 400 Meter (Halle): 47,02 s, 18. Februar 2006 in Moskau
- 400 m Hürden: 49,00 s, 18. Juli 2008 in Kasan